# Temple de Baungdawgyoke
 (février 2021).
Le temple de Baungdawgyoke, surnommé « temple des serpents », est un temple bouddhiste birman abritant des pythons, assez léthargiques.